# الكراب (بعدان)

تعديل مصدري - تعديل

الكراب محلة تابعة لقرية يبار، التابعة لعزلة العذارب بمديرية بعدان إحدى مديريات محافظة إب في الجمهورية اليمنية، بلغ تعداد سكانها 39 حسب تعداد اليمن لعام 2004.